# Змеевик (техника)

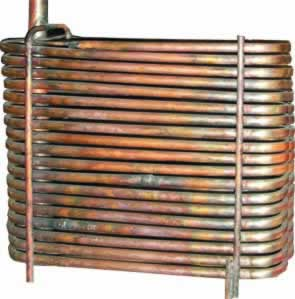
Медный змеевик для охлаждения воды в промышленных процессах.

Змеевик — длинная металлическая, стеклянная, фарфоровая (керамическая) или пластиковая трубка, изогнутая некоторым регулярным или иррегулярным способом, предназначенная для того, чтобы в минимальном объёме пространства обеспечить максимальный теплообмен между двумя средами, разделёнными стенками змеевика. Исторически сложилось, что такой теплообмен изначально применялся для конденсации проходящих через змеевик паров.

## История и применения
Изначально змеевики были изобретены для конденсации спиртовых паров при перегонке продуктов брожения сахаров природного происхождения.
Позднее алхимики, а затем и химики стали широко применять змеевики при разделении смесей, содержащих летучие соединения. Это предопределило начало использования змеевиков в промышленности, в частности, при перегонке нефти.
После изобретения дистилляционных тарельчатых и набивных колонн змеевики были достаточно быстро вытеснены из промышленного производства, поскольку оказались намного менее эффективны по безопасности, управляемости, производительности, материалоёмкости.
С началом развития техники на паровых двигателях для более эффективного приёма тепла от топок стали использовать батареи плоских змеевиков, обрешёченных радиаторными пластинами. В настоящее время этот принцип используется в проточных газо- и водонагревателях.
В настоящее время в их классическом виде змеевики используются в качестве конденсаторов в быту при самогоноварении и в химических лабораториях при перегонке (разделении) небольших количеств смесей, содержащих устойчивые к нагреву до температуры испарения летучие компоненты.
Плоские змеевики, обрешёченные радиаторными пластинами или без них, используются в качестве устройств для сброса тепла в современных кондиционерах и холодильниках, радиаторах автомобилей и т. п.

## Классификация
Змеевики можно классифицировать по профилю сечения трубки:
- обычно используются трубки с круглым сечением, как более простые в изготовлении;
- иногда, для увеличения эффективности теплообмена змеевика, круглые трубки обминают так, чтобы они приняли овальное сечение;
- экзотические трубки квадратного и прямоугольного сечения способствуют образованию завихрений в пара́х, проходящих через змеевик, отчего эффективность конденсации в змеевике незначительно повышается.

Змеевики можно классифицировать по пространственной укладке трубки:
- плоские змеевики — все трубки и изгибы змеевика лежат в одной плоскости (не позволяют нарастить большую суммарную длину трубок, но обеспечивают компактность при хранении)
- объёмные змеевики:
  - в виде спиральной цилиндрической пружины;
  - в виде батарейной комбинации из плоских змеевиков.

Змеевики можно классифицировать по способу размещения трубки относительно холодильника или хладагента:
- термостатированный холодильник, внутри которого поддерживается каким-либо способом всегда одна определённая температура (лабораторные применения);
- холодильник, в котором хладагент движется навстречу конденсируемым парам, как правило, спиральный змеевик находится в трубе с протекающим хладагентом (лабораторное применение, кустарная перегонка нефти, бытовое самогоноварение);
- холодильник периодического действия с конвекционным перемешиванием (бытовое самогоноварение);

## Принцип действия
В змеевике-конденсаторе пары, проходящие по змеевику, охлаждаясь от стенок, оседают в виде жидкости и выбрасываются из змеевика давлением вновь поступающих паров, при этом выделяющееся тепло тем или иным хладагентом отводится от стенок змеевика.
В змеевике-нагревателе рабочее вещество (жидкость или газ), проходящее по змеевику, нагревается от стенок и под давлением вновь подаваемого рабочего вещества выталкивается наружу, при этом тепло тем или иным образом постоянно подводится к стенкам змеевика.
В змеевике-испарителе жидкость, проходящая по змеевику, нагревается от стенок, испаряется и в виде паро-жидкостной смеси выбрасывается из змеевика давлением вновь поступающих паров в дефлегматор для разделения, при этом тепло тем или иным образом постоянно подводится к стенкам змеевика.